# Chloë Sevigny
Chloë Sevigny (n. 18 noiembrie 1974, Springfield, Massachusetts, SUA) este o actriță de film americană.

## Filmografie
- 1995: Kids
- 1996: Trees Lounge
- 1997: Gummo
- 1998: Palmetto
- 1998: The Last Days of Disco
- 1999: Boys Don’t Cry
- 1999: Julien Donkey-Boy
- 1999: A Map of the World
- 2000: American Psycho
- 2000: Women Love Women (If These Walls Could Talk 2)
- 2002: Ten Minutes Older: The Trumpet
- 2002: Demonlover
- 2003: Party Monster
- 2003: Death of a Dynasty
- 2003: Dogville
- 2003: The Brown Bunny
- 2003: Shattered Glass
- 2004: Will & Grace
- 2004: Melinda and Melinda
- 2005: Manderlay
- 2005: Broken Flowers
- 2005: 3 Needles
- 2005: Mrs. Harris
- 2006: Lying
- 2006: Sisters
- 2007: Zodiac
- 2007: Big Love: In the Beginning
- 2006–2011: Big Love
- 2009: The Killing Room
- 2009: My Son, My Son, What Have Ye Done
- 2010: Mr. Nice
- 2011: Fight for Your Right Revisited
- 2012: Hit & Miss
- 2012: American Horror Story
- 2013: Portlandia
- 2013: Lovelace
- 2013: The Wait
- 2013: The Mindy Project
- 2014: Those Who Kill
- 2015: Bloodline
- 2019: Russion Doll, The Dead Don't Die